# Mediaset Extra
Mediaset Extra è un canale televisivo italiano edito da Mediaset, che ha iniziato le trasmissioni il 26 novembre 2010 alle ore 21:00 con il film Guerre stellari.
Sin dalla nascita del canale lo speaker ufficiale è il doppiatore Giancarlo De Angeli. Dal 2020, alcuni promo vengono doppiati da Luca Bottale.

## Diffusione
Attualmente il canale è visibile solo in alta definizione sul digitale terrestre nel mux Mediaset 3 alla LCN 55 e duplicato alla posizione 556, su Tivùsat e Sky (Hotbird) e in streaming in HD su Mediaset Infinity e TIMvision.
Il canale nasce sul digitale terrestre il 26 novembre 2010, per poi sbarcare il 5 luglio 2011 anche sulla piattaforma satellitare Tivùsat in modalità free to view.
Il 28 maggio 2013 il canale passa al mux Mediaset 2 mentre la versione del mux TIMB 1 diventa "provvisoria", fino al 14 dicembre 2013.
Dal 2 gennaio 2019 è disponibile anche all'interno della piattaforma Sky Italia al canale 163.
Dal 18 gennaio 2020 il canale è passato sull'LCN 55 nel mux Rete A 1 per lasciare spazio al nuovo canale Cine34, partito il 20 gennaio seguente.
Il 1º luglio 2020 Mediaset Extra arriva sul mux Mediaset 3 mentre sul mux Rete A 1 diventa Provvisorio e senza LCN, fino al 16 settembre seguente.
Il 28 dicembre 2020 la versione satellitare del canale passa in modalità DVB-S2 e ricevibile quindi dai soli dispositivi abilitati all'alta definizione.

### Versioni

#### Mediaset Extra HD
Il 1º giugno 2018, in occasione dei mondiali di calcio in Russia, viene attivata sul multiplex La3 la versione in alta definizione del canale sull'LCN 534 del DTT e, il 12, anche su Tivùsat. Il 1º agosto seguente viene disattivata da tutte le piattaforme, per venir nuovamente attivata sul satellite dal 14 luglio 2022, dal 21 dicembre 2022 sul digitale terrestre e dal 17 gennaio 2023 su Mediaset Infinity.

#### Mediaset Extra SD
Era la versione a definizione standard del canale. Fu la prima a iniziare le proprie trasmissioni il 26 novembre 2010. Il 14 luglio 2022 viene rimpiazzata da quella in HD sul satellite e il 21 dicembre successivo anche sul digitale terrestre, restando visibile solo in streaming e via cavo fino al 17 gennaio 2023.

#### Mediaset Extra 2
L'11 luglio 2019 il canale inizia le sue trasmissioni sulla LCN 55 nel mux Rete A 1, in maniera provvisoria, al posto del canale cinematografico Cine Sony, con il nome di Mediaset Extra 2, che trasmetteva in simulcast con il canale principale nelle ore diurne e una programmazione differente nelle ore notturne. Il 18 gennaio 2020 il canale viene chiuso e sostituito dal nuovo canale Cine34, partito ufficialmente 2 giorni dopo.

## Programmazione
Il palinsesto dell'emittente, che nei suoi primi mesi di vita ha ospitato anche produzioni estere, è composto dalla ritrasmissione di varietà, quiz, game show, fiction e film per la televisione realizzate appositamente per le reti Mediaset, sia presenti che del passato.
Il palinsesto comprende anche film, serie televisive estere e partite calcistiche (nell'aprile del 2011 ha trasmesso in diretta e in chiaro alcune partite calcistiche di UEFA Europa League), nel settembre dello stesso anno il palinsesto del canale subisce un pesante rinnovamento dopo la chiusura del canale satellitare Mediaset Plus, dedicando maggior spazio alla ritrasmissione dei programmi delle reti generaliste Mediaset, sia del passato che a distanza di poche ore o giorni (catch up tv).
Ci sono anche alcune produzioni appositamente realizzate per il canale, tutte dedicate alla valorizzazione dell'archivio Mediaset e quindi fedeli alla linea editoriale della rete, contenitori di spezzoni d'archivio, come Extra Show (2013) con i Boiler e poi con la coppia Marta Zoboli e Gianluca De Angelis, Extra Comics e Maurizio Costanzo Show - La storia, condotto da Maurizio Costanzo e in seguito replicato su Canale 5.

### Maratone televisive
Fedelmente alla funzione di "memoria storica" del gruppo Mediaset, l'emittente organizza delle maratone televisive dedicate interamente a personaggi televisivi o trasmissioni, come successo in occasione del quinto anniversario della morte di Mike Bongiorno l'8 settembre 2014, del venticinquesimo anno dalla nascita di Non è la Rai il 12 giugno 2016, o più ordinariamente delle maratone dedicate a trasmissioni televisive come Casa Vianello il 13 novembre 2016, Bim bum bam l'11 dicembre 2016 e di nuovo il 21 e 28 maggio 2017, e La sai l'ultima? l'8 gennaio 2017, o ad alcuni personaggi televisivi come Paolo Bonolis (novembre 2016) e Lorella Cuccarini (gennaio 2017). In occasione della morte di alcuni conduttori, quali Gianni Boncompagni, Fabrizio Frizzi o Cesare Cadeo, ha inoltre trasmesso alcuni programmi che li hanno visti protagonisti.
Il 5 settembre 2021 viene realizzata una maratona dedicata a Non è la Rai, in occasione del trentesimo anniversario dalla nascita del programma.
Il 12 il canale dedica una maratona speciale ai quiz e game storici dell'azienda, intitolata #MediasetExtraGames e che vede la riproposizione di alcune puntate integrali di Il gioco dei 9, Cari genitori, Tra moglie e marito, Il gioco delle coppie, La ruota della fortuna e Ok, il prezzo è giusto!.

#### Grande Fratello VIP
Dal settembre fino al novembre 2016, in occasione della prima edizione del Grande Fratello VIP in Italia, la quasi totalità del palinsesto dell'emittente è riservata alla trasmissione in diretta delle immagini del reality show, trasmesso quotidianamente dalle 10:30 fino alle 6:20 del giorno seguente.
La stessa cosa avviene anche nell'edizione successiva dal settembre al dicembre 2017, con trasmissione quotidiana dalle 10:00 fino alle 7:10 del giorno seguente. La novità, rispetto all'anno precedente, consiste nell'utilizzo durante le pause pubblicitarie di una doppia grafica nella quale è possibile vedere una schermata grande in alto a destra con gli spot pubblicitari e due schermate piccole sovrapposte in basso a sinistra con la diretta dalla Casa del Grande Fratello VIP. Un'altra novità di questa edizione del programma è l'introduzione del doppio audio: sul canale audio in italiano è possibile ascoltare la diretta dalla Casa presente nella schermata grande; sul canale audio in inglese è possibile ascoltare la diretta dalla Casa presente in quella piccola. Tuttavia, dal 25 ottobre 2017, la doppia grafica durante la diretta dalla Casa del Grande Fratello VIP, è stata soppressa, e la stessa cosa è conseguentemente avvenuta anche per i canali audio (il canale audio in inglese ritrasmette lo stesso audio della traccia in italiano); successivamente è stata eliminata anche la traccia audio in inglese, di conseguenza il canale è tornato ad avere solamente la traccia audio in italiano. La doppia grafica, la quale permette la visione di una schermata grande in alto a destra con la pubblicità e una schermata piccola in basso a sinistra con la diretta dalla Casa del GF VIP, continua tuttavia ed essere usata durante gli spot pubblicitari fino al termine della seconda edizione del programma avvenuto il 4 dicembre 2017.
Per l'edizione 2018 invece l'intero palinsesto è occupato solo dalla diretta, trasmessa tutti i giorni dalle 9:00 alle 6:00. Particolarità di questa edizione è che l'inizio della diretta è stato anticipato alla mezzanotte del 23 settembre 2018 (vigilia della prima puntata) con l'ingresso nella caverna di 4 concorrenti. Anche il day time in onda su Canale 5 e Italia 1 è stato anticipato al 24 settembre 2018 (giorno della prima puntata). Come l'anno precedente è presente la doppia grafica durante le pause pubblicitarie con una schermata grande in alto a destra dove è possibile vedere gli spot pubblicitari e, come nell'ultima edizione classica, anche le telepromozioni e una schermata piccola in basso a sinistra dove è possibile vedere la diretta. Non è invece presente il doppio audio, per cui le vicende che avvengono da una parte all'altra della casa, come avvenuto nell'ultima edizione classica, vengono alternate ad intervalli regolari. Sempre come nell'ultima edizione classica sono presenti i commenti Twitter e Facebook dalle 14:00 alle 15:00.
Dall'8 gennaio 2020 è trasmessa in diretta anche la quarta edizione tutti i giorni dalle 9:00 alle 6:00 mentre nella fascia oraria dalle 6:00 alle 9:00 viene trasmesso Grande Fratello VIP Rewind. Come negli anni precedenti è presente la doppia grafica durante le pause pubblicitarie (comprese le telepromozioni e i promo). Non è invece presente il doppio audio e per questo le vicende che avvengono da una parte all'altra della casa vengono alternate ad intervalli regolari. La stessa cosa avviene anche su Mediaset Extra 2 (fino alle 6:00 del mattino del 18 gennaio). Solo il 14 gennaio la doppia grafica non è apparsa durante le telepromozioni. Il 20 gennaio 2020, alle ore 6:00 del mattino, il canale ha cessato le trasmissioni sull'LCN 34, venendo sostituito da Cine34 e Mediaset Extra passa al numero 55 con la versione principale.
La quinta edizione in onda dal 14 settembre 2020 viene trasmessa in diretta tutti i giorni con la stessa modalità di quella precedente (dalle 9:00 alle 6:00 del mattino seguente viene trasmessa la diretta dalla Casa, mentre dalle 6:00 alle 9:00 va in onda Grande Fratello VIP Rewind). Come gli anni precedenti è presente la doppia grafica durante le pause pubblicitarie, le telepromozioni e i promo. Non è invece presente il doppio audio perciò le vicende che avvengono da una parte all'altra della casa vengono alternate ad intervalli regolari. Nell'ultima settimana di programmazione del GF VIP 5, dal 22 febbraio al 1º marzo 2021, le immagini dalla Casa vanno in onda in differita di qualche minuto per eventuali censure: ciò è stato deciso dal conduttore del programma Alfonso Signorini, e tale configurazione sarà valida per le future edizioni del reality se resterà immutata la possibilità di seguire 24 ore su 24 la diretta dalla Casa del Grande Fratello VIP.
La sesta edizione in onda dal 13 settembre 2021 viene trasmessa in diretta tutti i giorni con la stessa modalità di quella precedente, contrariamente alle previsioni iniziali che indicavano la messa in onda in differita per eventuali censure (dalle 9:00 alle 6:00 del mattino seguente viene trasmessa la diretta dalla Casa, mentre dalle 6:00 alle 9:00 va in onda Grande Fratello VIP Rewind). Anche in questa edizione è presente la doppia grafica durante le pause pubblicitarie, le telepromozioni e i promo, così come non è presente il doppio audio perciò le vicende che avvengono da una parte all'altra della casa vengono alternate ad intervalli regolari.

#### L'Isola dei Famosi
Dal 2015, con il passaggio a Mediaset del reality show L'isola dei famosi, la fascia oraria dalle 14:45 alle 16:00 e nel 2017 anche quella dalle 19:55 alle 21:15 sono state dedicate alla trasmissione del daytime del programma.
Dal 22 gennaio al 16 aprile 2018 invece, la maggior parte del palinsesto è stata riservata alla trasmissione del daytime in tre fasce orarie: dalle 7:30 alle 11:40 (da lunedì a sabato), dalle 16:20 alle 20:30 (da lunedì a venerdì) e dalle 20:30 per tutta la prima serata fino alle 0:20 (in prima tv da martedì a sabato). La domenica invece è stato trasmesso sempre in tre fasce orarie, ma dalle 8:20 alle 11:55, dalle 11:55 alle 16:00 e dalle 16:00 alle 20:30 e alle 20:30 in prima serata fino alle 0:30 invece è stata trasmessa la replica della puntata del lunedì sera. Il 22 gennaio (giorno della prima puntata) è stato trasmesso in esclusiva il web reality #SarannoIsolani; dalla settimana successiva fino al termine dell'edizione invece è stato trasmesso Ultime dall'isola.
Per l'edizione 2019 in onda dal 24 gennaio al 1º aprile 2019 invece il day-time è trasmesso sempre in tre fasce orarie: da lunedì a venerdì dalle 7:30 alle 11:15, dalle 16:15 alle 20:30 (il giovedì e successivamente il mercoledì e il lunedì dalle 17:15 alle 21:15) e in prima tv dalle 20:30 (tranne il giovedì successivamente il mercoledì, la domenica e il lunedì che viene trasmesso in seconda serata e il sabato) per tutta la prima serata fino alle 0:35, il sabato dalle 7:55 alle 11:15 e la domenica dalle 7:05 alle 9:20, dalle 10:15 alle 14:00, dalle 14:00 alle 17:40, dalle 17:40 alle 21:15 (il day-time) e dalle 21:15 alle 0:55 (la replica della puntata serale). Per l'edizione 2021 in onda a partire dal 17 marzo, il day-time è trasmesso in differita diviso in due fasce orarie (dalle 8:10 alle 16:30 e dalle 20:30 alle 00:40), ad eccezione del lunedì e del giovedì (giorni delle puntate serali).

#### Grande Fratello
Dal 17 aprile al 4 giugno 2018, in occasione del ritorno dell'edizione classica del Grande Fratello con il ritorno di Barbara D'Urso alla conduzione, visti i buoni ascolti ottenuti nell'edizione VIP, la quasi totalità del palinsesto è stata riservata alla trasmissione della diretta del reality show, trasmesso quotidianamente dalle 10:00 alle 20:30 e dalle 20:50 per tutta la prima serata fino alle 2:00. Come nell'ultima edizione VIP è stata presente la doppia grafica con due schermate durante le pause pubblicitarie (comprese le televendite) con una schermata grande con gli spot e una schermata piccola dove è stato possibile continuare a vedere la diretta, non è invece presente il doppio audio e per questo le vicende che succedono da una parte all'altra della casa sono state alternate ad intervalli regolari. Oltre alla diretta ci sono stati anche i programmi di approfondimento Ultime dalla Casa e Grande Fratello Rewind, in seconda serata. Dal 7 maggio al 4 giugno sono stati introdotti i commenti dei social network durante la diretta, utilizzati dal lunedì al venerdì dalle 14:00 alle 15:00. Nel corso dell'ultimo giorno della quindicesima edizione del Grande Fratello, il 4 giugno, durante le pause pubblicitarie non viene mostrato alcun riquadro con la diretta dalla Casa, bensì gli spot a tutto schermo.
La diretta del Grande Fratello è stata garantita anche per la sedicesima edizione del programma andata in onda dall'8 aprile al 10 giugno 2019 sempre con la conduzione di Barbara D'Urso e trasmessa tutti i giorni dalle 10:00 alle 2:00 preceduta dal programma di approfondimento Grande Fratello Rewind in onda dalle 8:15 alle 10:00. Inoltre il lunedì notte, dopo il termine della puntata serale su Canale 5 ne veniva trasmessa la replica.

#### Mondiali 2018eEmozioni Mondiali
In occasione del Campionato mondiale di calcio 2018, dal 10 giugno al 17 luglio la rete ha rinominato temporaneamente il nome in Extra Mondiale, trasmettendo rubriche e, nelle giornate in cui non si svolgono partite, anche film e documentari a tema sulla manifestazione, in più tutte le partite di cui alcune in diretta simultanea con audio ambiente o commentate dalla Gialappa's Band oltre alle repliche delle partite già andate in onda. In più ha trasmesso anche la Legends Super Cup.
Dal 9 all'11 aprile 2020 il canale ha trasmesso una serie di film a tema sui Mondiali e alcune partite storiche della nazionale italiana.

#### Scoprire la Cina - Galà dell'amicizia italo-cinese
Il 22 marzo 2019, in occasione della visita a Roma del presidente della Cina Xi Jinping iniziata il giorno precedente per il gemellaggio tra Italia e Cina, il canale ha trasmesso in seconda serata il galà che segna l'inizio di tale evento tenutosi il giorno precedente alla Lanterna di Fuksas di Roma e che ha visto tra gli ospiti il trio italiano Il Volo (due tenori e un baritono) e il trio cinese SuperVocal (tre tenori), il Piccolo Coro dell'Antoniano e la cantante Lei Jia, la violinista Clarissa Bevilacqua e la coppia di ballerini e acrobati Sun Yina e Zhou Ji. L'evento è stato condotto da Wang Han e Qian Feng (Cina) e da Victoria Cabello e Diletta Leotta (Italia).

#### Buon compleanno Maurizio
Il 28 agosto 2019, in occasione degli 81 anni di Maurizio Costanzo il palinsesto sia del canale principale che di Mediaset Extra 2 è dedicato alla trasmissione di storici programmi e sitcom che l'hanno visto protagonista: I tre tenori e in ordine alfabetico Gassman, Sordi, Vitti condotti insieme ad Enrico Mentana (nel primo mattino e in seconda serata), la puntata del 19 dicembre 2001 del Maurizio Costanzo Show dedicata ai vent'anni del programma con ospiti - tra gli altri - David Riondino, Dario Vergassola, Enrico Mentana, Emilio Fede (allora direttore del TG4), Bruno Vespa, Gad Lerner, Fiorello e Gino Paoli e tra il pubblico la moglie Maria De Filippi, l'allora presidente del consiglio Silvio Berlusconi, Gianfranco Fini e Gigi Proietti (alle 11:35), Malodrammore (e vissero felici e contenti) (alle 13:35), Buona Domenica - Gran Finale condotto insieme a Fiorello con ospiti tra gli altri Paolo Bonolis e Luca Laurenti, i Pooh, Enrico Papi, Davide Mengacci, Pamela Prati, la moglie Maria De Filippi ed Alba Parietti (alle 15:25), Sipario - Buon compleanno Maurizio (alle 21:30 e in seconda serata) e Orazio (3 episodi alle 4:15).

#### #MediasetExtraGames
Nella giornata di domenica 12 settembre 2021, l'emittente dedica una maratona speciale ai quiz e game show storici delle reti Mediaset, intitolata #MediasetExtraGames e che vede la riproposizione di alcune puntate integrali di Tira & Molla, Il gioco dei 9, Cari genitori, Tra moglie e marito, Il gioco delle coppie, La ruota della fortuna e Ok, il prezzo è giusto!, ma non mancavano quelli moderni tra cui Avanti un altro!, Caduta libera e Conto alla rovescia.

#### The Couple - Una vittoria per due
Dal 7 aprile 2025, in occasione della prima edizione del reality show The Couple - Una vittoria per due, come per il Grande Fratello (di cui il reality è uno spin-off), l'intera programmazione dell'emittente è stata riservata alle trasmissione in diretta 24 ore su 24 delle immagini del reality show il quale si svolge nella stessa casa e nello stesso studio del programma madre. Il 21 aprile, in seguito alla scomparsa di papa Francesco e il 22 aprile, come segno di lutto la diretta è stata sostituita rispettivamente dall'edizione straordinaria del TG5 (ritrasmettendo il segnale di TGcom24, in simulcast con Canale 5), da un documentario condotto da Toni Capuozzo e da film a tema religioso. L'8 maggio 2025 la diretta è stata interrotta definitivamente vista la decisione di Mediaset di chiudere il programma, visti i bassi ascolti ottenuti.
Anche gli ascolti di Mediaset Extra, come mostrato nella tabella share, ha subito un drastico calo rispetto alla media del 2025, dimezzando gli ascolti rispetto al mese precedente.

## Ascolti

### Share mensile di Mediaset Extra
Dati Auditel relativi al giorno medio mensile sul target individui 4+.
| Anno | Gen   | Feb   | Mar   | Apr   | Mag   | Giu   | Lug   | Ago   | Set   | Ott   | Nov   | Dic   | Media anno |
| ---- | ----- | ----- | ----- | ----- | ----- | ----- | ----- | ----- | ----- | ----- | ----- | ----- | ---------- |
| 2011 | -     | 0,57% | 0,57% | 0,55% | 0,61% | 0,90% | 0,98% | 1,00% | 0,74% | 0,66% | 0,70% | 0,69% | 0,66%      |
| 2012 | 0,55% | 0,52% | 0,68% | 0,72% | 0,77% | 0,97% | 0,87% | 0,80% | 0,67% | 0,56% | 0,62% | 0,71% | 0,70%      |
| 2013 | 0,71% | 0,74% | 0,70% | 0,82% | 0,85% | 1,08% | 1,03% | 1,06% | 0,78% | 0,68% | 0,70% | 0,55% | 0,75%      |
| 2014 | 0,53% | 0,56% | 0,59% | 0,56% | 0,52% | 0,51% | 0,68% | 0,80% | 0,64% | 0,54% | 0,54% | 0,59% | 0,58%      |
| 2015 | 0,59% | 0,50% | 0,57% | 0,57% | 0,61% | 0,70% | 0,72% | 0,69% | 0,61% | 0,60% | 0,52% | 0,53% | 0,59%      |
| 2016 | 0,51% | 0,46% | 0,54% | 0,59% | 0,57% | 0,47% | 0,47% | 0,52% | 0,85% | 1,45% | 0,65% | 0,47% | 0,62%      |
| 2017 | 0,46% | 0,52% | 0,68% | 0,48% | 0,50% | 0,51% | 0,56% | 0,63% | 1,34% | 1,45% | 1,67% | 0,43% | 0,79%      |
| 2018 | 0,57% | 0,79% | 0,84% | 0,87% | 0,90% | 0,56% | 0,65% | 0,55% | 0,57% | 0,78% | 0,67% | 0,40% | 0,69%      |
| 2019 | 0,51% | 0,54% | 0,60% | 0,56% | 0,72% | 0,63% | 0,67% | 0,66% | 0,49% | 0,47% | 0,48% | 0,51% | 0,57%      |
| 2020 | 0,69% | 0,76% | 0,71% | 0,37% | 0,44% | 0,43% | 0,38% | 0,44% | 0,64% | 0,89% | 1,05% | 1,28% | 0,67%      |
| 2021 | 1,07% | 1,31% | 0,36% | 0,45% | 0,48% | 0,40% | 0,40% | 0,40% | 0,77% | 1,15% | 1,26% | 1,53% | 0,82%      |
| 2022 | 1,64% | 1,69% | 0,99% | 0,61% | 0,74% | 0,88% | 0,45% | 0,58% | 0,88% | 1,16% | 1,19% | 1,64% | 1,07%      |
| 2023 | 1,52% | 1,37% | 1,22% | 0,63% | 0,98% | 0,81% | 0,49% | 0,56% | 0,83% | 1,15% | 1,17% | 1,31% | 1,03%      |
| 2024 | 1,14% | 1,06% | 1,09% | 0,76% | 1,00% | 0,41% | 0,42% | 0,50% | 0,68% | 0,82% | 0,97% | 1,10% | 0,85%      |
| 2025 | 0,96% | 0,85% | 0,77% | 0,35% | 0,55% | 0,72% |       |       |       |       |       |       |            |

## Direttori
| Conduttore       | Anno      |
| ---------------- | --------- |
| Massimo Donelli  | 2010-2013 |
| Giancarlo Scheri | 2013-2014 |
| Marco Costa      | dal 2014  |